# Fulton (Dakota Południowa)
Fulton – miasto w Stanach Zjednoczonych, w stanie Dakota Południowa, w hrabstwie Hanson.